# Atelier Iris: Eternal Mana
Atelier Iris: Eternal Mana est un jeu vidéo de rôle développé et édité par Gust, sorti en 2004 sur PlayStation 2.

## Accueil
- Jeuxvideo.com : 14/20[1]